# Магнітний напівпровідник
Магнітний напівпровідник — напівпровідниковий матеріал, що має властивості феромагнетика (або схожого на феромагнетизм відгуку).  У приладах ці матеріали можуть забезпечити новий тип контролю провідності. Тоді як традиційна електроніка використовує для контролю носіїв заряду  напівпровідники n- чи p-типу), практичне застосування магнітних напівпровідників дозволило б також контроль спінового стану.  Це могло б в принципі забезпечити майже повну спінову поляризацію (на відміну від заліза та інших металів, що забезпечують спінову поляризацію тільки на ~50%), що було б важливим для спінтроніки, наприклад у  спінових транзисторах.
Попри те, що традиційні магнітні матеріали, такі як магнетит, є часто напівровідниками (магнетит — напівметал із забороненою зоною  0,14 еВ завширшки), матеріали, що могли б насправді називатися магнітними напівровідниками і знайти широке застосування, повинні бути схожими на добре відомі напівпровідники. З огляду на це набули популярності дослідження розбавлених магнітних напівровідників або як їх ще називають напівмагнітних напівпровідників. У своїй основі це традиційні напівпровідники, леговані атомами перехідних металів замість, або додатково до звичних електронно активних домішок. Інтерес до них зумовлений тим, що вони мають унікальні властивості для спінтроніки й можуть знайти технологічне застосування. Леговані широкозонні напівпровідники на зразом оксидів металів, таких як оксид цинку (ZnO) та оксид титану  (TiO2) вважаються найкращими кандидатами для промислового застосування напівмагнітних напівпровідників завдяки своїй багатофункціональності в магнітооптичних розробках. Зокрема, напівмагнітний напівпровідник на основі ZnO прозорий в оптичному діапазоні та проявляє п'єзоелектричні властивості, завдяки чому збудив значний інтерес як сильний кандидат матеріалу для спінових транзисторів та спін-поляризованих світлодіодів, тоді як легований міддю TiO2 в анатазній фазі також, як передбачають, є перспективним напівмагнітним напівпровідником.
Хідео Оно з колегами з  Університету Тохоку першими виміряли феромагнетизм у легованих перехідними металами традиційних напівпровідниках на зразок арсеніду індію та  арсеніду галію з домішкою Мангану (GaMnAs).  Ці матеріали мали доволі високу температуру Кюрі (хоча все ще нижче кімнатної), що росла з концентацією дірок. Відтоді, феромагнітний відгук знайшли в різних інших напівпровідниках, легованих різними іншими перехідними металами.

## Теорія
Дітль з колегами передбачили вперше теоретично в модифікованій моделі Зенера, що феромагнетизм при кімнатній температурі повинен існувати в сильно легованому ZnO  p-типу. Оскільки магнітний Co добре розчиняється в ZnO, система  ZnO:Co найбільше вивчалася в застосуваннях, що вимагали феромагнетизм при кімнатній температурі. Новіші розрахунки з використанням теорії функціоналу густини and experimental, показали, що в  ZnO n-типу, легованому кобальтом теж повинен спостерігатися феромагнетизм при кімнатній температурі. Також вивчався ZnO легований іншими перехідними металами: Ванадієм, Манганом та міддю.

## Матеріали
Технологія виготовлення напівмагнітних напівпровідників залежить від розчинності домішок в основному матеріалі в умовах термічної рівноваги. Наприклад, розчинність багатьох домішок в оксиді цинку достатня для виготовлення матеріалу в об'ємі, тоді як інші матеріали мають настільки малу розчинність домішок, що приготування зразків із достатньою концентрацією домішок вимагає нерівноважних умов, наприклад вирощування тонких плівок.
Лавина досліджень в останні роки пролила світло на важливі фактори, необхідні для отримання напівмагнітних напівпровідників із високою температурою Кюрі (кімнатні температури й вище) й змогла прояснити неоднозначність результатів та погану відтворюваність магнітних власливостей одного й того ж матеріалу. Справді, перше значне відкриття в цій області належало Т. Сторі зі співробітниками, які показали, що температуру Кюрі легованого манганом Pb1−xSnxTe можна контролювати густиною носіїв заряду.  Теорія Дітля вимагала від носіїв заряду, в конкретному випадку дірок, відігравати роль посередника в утворенні магнітного зв'язку між домішками мангану в прототипному напівмагнітному напівпровіднику — легованому мангаром арсеніді галію. Якщо концентрація дірок в магнітному напівпровіднику недостатня, температура Кюрі буде дуже низькою або матеріал буде парамагнітним. Однак, коли концентрація дірок висока (~1020 cm−3), температура Кюрі зросте до 100-200 K.
Новітні дослідження групи Деніела Геймліна з Вашингтонського університету пролили світло на важливість, наприклад, міжвузлових атомів цинку (мілкого донора) для досягнення феромагнетизму у легованому кобальтом ZnO з високим значенням температури Кюрі.
Приклади напівмагнітних напівпровідникових матеріалів включають:
- Леговані манганом арсенід індію та арсенід галію  (GaMnAs) з температурами Кюрі в діапазонах  50–100 K та 100–200 K, відповідно.
- Легований манганом антимонід індію, що стає феромагнітним навіть при кімнатній температурі, і навіть при концентрації мангану меншій від 1%[16].
- Оксиди[17]
  - Легований манганом та залізом оксид індію, феромагнітний при кімнатній температурі
  - Оксид цинку
    - Легований манганом оксид цинку
    - Легований кобальтом оксид цинку n-типу[14]

  - Оксид магнію:
    - Прозорі плівки MgO p-type з оксигенними вакансіями[18][19], водночас феромагнетики та мемристори з кількома рівнями перемикань.

  - Діоксид титану:
    - Легований кобальтом діоксид титану  (як рутил так і анатаз), феромагнетик при температурах понад 400 K.
    - Легований хромом рутил, феромагнетик при температурах понад 400 K.
    - Легований залізом рутил та легований залізом анатаз, феромагнетики при кімнатній температурі.
    - Легований міддю анатаз[5]
    - Легований нікелем анатаз

  - Діоксид олова
    - Легований манганом діоксид олова, температура Кюрі 340 K
    - Легований залізом, температура Кюрі 340 K
    - Легований стронцієм  діоксид олова  SrSnO2 — напівмагнітний напівпровідник. Синтезується у вигляді епітаксіальної тонкої плівки на кремнієвій підкладці[20][21].

  - Оксид європію(II), температура Кюрі 69 K. Її можна збільшити вдвічі легуванням  (наприклад, кисневими вакансіями, гадолінієм).

- Нітриди
  - Легований хромом  нітрид алюмінію[22].

## Виноски
1. ↑  Товстолиткін О.І.; Боровий М.О.; Курилюк В.В.; Куницький Ю.А. (2014). Фізичні основи спінтроніки. ТОВ"Нілан-ЛТД". с. 500. ISBN 978-617-7121-93-9. {{cite book}}: Зовнішнє посилання в |title= (довідка)
2. ↑  Furdyna, J.K. (1988). Diluted magnetic semiconductors. J. Appl. Phys. (англ.). 64: R29. doi:10.1063/1.341700.
3. ↑  Ohno, H. (1998). Making Nonmagnetic Semiconductors Ferromagnetic. Science (англ.). 281: 951. doi:10.1126/science.281.5379.951.
4. ↑  Ogale, S.B (2010). Dilute doping, defects, and ferromagnetism in metal oxide systems. Advanced Materials (англ.). 22 (29): 3125–3155. doi:10.1002/adma.200903891.
5. 1 2  Assadi, M.H.N; Hanaor, D.A.H (2013). Theoretical study on copper's energetics and magnetism in TiO2 polymorphs (PDF). Journal of Applied Physics (англ.). 113 (23): 233913. doi:10.1063/1.4811539. Архів оригіналу (PDF) за 4 червня 2019. Процитовано 18 квітня 2017.
6. ↑  Dietl, T.; Ohno, H.; Matsukura, F.; Cibert, J.; Ferrand, D. (February 2000). Zener model description of ferromagnetism in zinc-blende magnetic semiconductors. Science. 287: 1019. doi:10.1126/science.287.5455.1019. PMID 10669409.
7. ↑  Pearton, S.J.; Abernathy, C.R.; Overberg, M.E.; Thaler, G.T.; Norton, D.P.; Theodoropoulou, N.; Hebard, A.F.; Park, Y.D.; Ren, F.; Kim, J.; Boatner, L.A. (2003). Wide band gap ferromagnetic semiconductors and oxides. J. Appl. Phys. 93 (1): 1—13. doi:10.1063/1.1517164.
8. ↑  Sato, K.; Katayama-Yoshida, H. (2000). Material Design for Transparent Ferromagnets with ZnO-Based Magnetic Semiconductors. Jap. J. Appl. Phys. 39: L555. doi:10.1143/jjap.39.l555.
9. ↑  Sato, K.; Katayama-Yoshida, H. (2001). Stabilization of Ferromagnetic States by Electron Doping in Fe-, Co- or Ni-Doped ZnO. Jap. J. Appl. Phys. 40: L334. doi:10.1143/jjap.40.l334.
10. ↑  Ueda, K.; Tabata, H.; Kawai, T. (2001). Magnetic and electric properties of transition-metal-doped ZnO films. Appl. Phys. Lett. 79: 988. doi:10.1063/1.1384478.
11. ↑  Prellier, W.; Fouchet, A.; Mercey, B.; Ch; Raveau, B. (2003). Laser ablation of Co:ZnO films deposited from Zn and Co metal targets on (0001) Al2O3 substrates. Appl. Phys. Lett. 82: 3490. doi:10.1063/1.1578183.
12. ↑  Story, T.; Gała̧zka, R.; Frankel, R.; Wolff, P. (1986). Carrier-concentration–induced ferromagnetism in PbSnMnTe. Physical Review Letters. 56 (7): 777. Bibcode:1986PhRvL..56..777S. doi:10.1103/PhysRevLett.56.777. PMID 10033282.
13. ↑  Dietl, T.; Ohno, H; Matsukura, F; Cibert, J; Ferrand, D (2000). Zener Model Description of Ferromagnetism in Zinc-Blende Magnetic Semiconductors. Science. 287 (5455): 1019—1022. Bibcode:2000Sci...287.1019D. doi:10.1126/science.287.5455.1019. PMID 10669409.
14. 1 2  Kittilstved, Kevin; Schwartz, Dana; Tuan, Allan; Heald, Steve; Chambers, Scott; Gamelin, Daniel (2006). Direct Kinetic Correlation of Carriers and Ferromagnetism in Co2+:  ZnO. Physical Review Letters. 97 (3). Bibcode:2006PhRvL..97c7203K. doi:10.1103/PhysRevLett.97.037203.
15. ↑  Green pigment spins chip promise. BBC News. 9 серпня 2006. Архів оригіналу за 6 серпня 2017. Процитовано 19 вересня 2010.
16. ↑  Muons in Magnetic Semiconductors. Triumf.info. Архів оригіналу за 21 листопада 2008. Процитовано 19 вересня 2010.
17. ↑  Fukumura, T; Toyosaki, H; Yamada, Y (2005). Magnetic oxide semiconductors. Semiconductor Science and Technology. 20 (4): S103—S111. arXiv:cond-mat/0504168. Bibcode:2005SeScT..20S.103F. doi:10.1088/0268-1242/20/4/012.
18. ↑  Martínez-Boubeta, C.; Beltrán, J. I.; Balcells, Ll.; Konstantinović, Z.; Valencia, S.; Schmitz, D.; Arbiol, J.; Estrade, S.; Cornil, J. (8 липня 2010). Ferromagnetism in transparent thin films of MgO. Physical Review B. 82 (2): 024405. Bibcode:2010PhRvB..82b4405M. doi:10.1103/PhysRevB.82.024405.
19. ↑  Jambois, O.; Carreras, P.; Antony, A.; Bertomeu, J.; Martínez-Boubeta, C. (1 грудня 2011). Resistance switching in transparent magnetic MgO films. Solid State Communications. 151 (24): 1856—1859. Bibcode:2011SSCom.151.1856J. doi:10.1016/j.ssc.2011.10.009.
20. ↑  New room-temperature magnetic semiconductor material holds promise for ‘spintronics’ data-storage devices. KurzweilAI. Архів оригіналу за 17 травня 2017. Процитовано 17 вересня 2013.
21. ↑  Lee, Y. F.; Wu, F.; Kumar, R.; Hunte, F.; Schwartz, J.; Narayan, J. (2013). Epitaxial integration of dilute magnetic semiconductor Sr3SnO with Si (001). Applied Physics Letters. 103 (11): 112101. Bibcode:2013ApPhL.103k2101L. doi:10.1063/1.4820770.
22. ↑  Chambers, Scott A. (2010). Epitaxial Growth and Properties of Doped Transition Metal and Complex Oxide Films. Advanced Materials. 22 (2): 219—248. doi:10.1002/adma.200901867. PMID 20217685.